# Willy Berking
Willy Berking (né le 22 juin 1910, à Düsseldorf, province de Rhénanie, et décédé le 21 mai 1979, à Francfort-sur-le-Main, Allemagne) était un musicien et chef d'orchestre allemand. Il fut le directeur de l'orchestre de la Hessischer Rundfunk et le directeur musical de la deuxième édition du Concours Eurovision de la chanson.

## Débuts
Willy Berking commence ses études musicales à Düsseldorf, où il apprend le piano et le solfège. Il les poursuit à Berlin et finit par maîtriser en outre le trombone, le vibraphone et la contrebasse.
Passionné de jazz, Willy forme son premier groupe en 1928, à l'âge de dix-huit ans. Durant les années trente, il joue comme tromboniste dans plusieurs orchestres de musique populaire de la Ruhr, tels que Die Goldene Sieben et le Telefunken-Swing-Orchester d'Heinz Wehner. En 1934, Willy accompagne Wehner à Berlin, où il poursuit sa carrière.

## Seconde Guerre mondiale
En 1939, Willy monte son premier orchestre, le Willy Berking und seine Solisten. Jusqu'en 1943, ils enregistrent ensemble de très nombreux morceaux pour le compte des studios d'enregistrement Imperial Records. Ces morceaux sont composés par Willy lui-même. Parmi les plus connus, Regenschirm en 1939, interprété par Iska Geri ; Denn ich bin zum Tanzen geboren en 1940, interprété par Rudi Schuricke ; l'instrumental Vielleicht ein andermal en 1940 et Warum nur warum? en 1942, interprété par Rudi Schuricke.
Parallèlement, Willy est enrôlé dans un orchestre de propagande, le Charlie and his Orchestra (surnommé le Mr. Goebbels Jazz Band). Celui-ci joue des chansons pro-nazies et anti-américaines pour soutenir le moral de la population allemande. En 1942, Willy est transféré dans un orchestre similaire, le Deutsche Tanz- und Unterhaltungsorchester. En 1943, lui et son orchestre sont évacués de Berlin vers Prague. Willy doit interrompre ses enregistrements pour Imperial Records.

## Après-guerre
En 1946, Willy est désigné directeur musical de la radio nouvellement fondée, Hessischer Rundfunk (HR). L'orchestre de la radio se compose alors d'amateurs résidant à Francfort-sur-le-Main et dans sa région. L'ensemble joue en parallèle dans de nombreux clubs de jazz, afin de distraire les soldats américains. Rapidement, l'orchestre de la HR se professionnalise et sa renommée croît dans toute l'Allemagne. L'ensemble joue désormais pour toutes les radios allemandes de l'époque. À partir de 1953, l'orchestre joue également pour la chaîne télévisée du diffuseur public.
En parallèle, Willy compose des morceaux instrumentaux, ainsi que des chansons pour d'autres artistes. Ses deux plus grands succès seront en 1949, Barbara Barbara (Komm mit mir nach Afrika), interprété par Evelyn Künneke, et en 1951, la valse Der Zauber von Paris. Il enregistre aussi de nombreux morceaux pour Maria Mucke, Mieke Telkamp et le trompettiste Horst Fischer.

## Consécration
En 1957, Willy reçoit un disque d'or pour avoir vendu un million de disques depuis les débuts de sa carrière.
La même année, la seconde édition du Concours Eurovision de la chanson est organisée à Francfort-sur-le-Main, dans les studios de la HR. Willy est désigné directeur musical de par ses fonctions au sein du diffuseur public. L'orchestre de la HR accompagne les dix chansons en lice et Willy en dirige personnellement quatre d'entre elles.
En 1957, 1960, 1961, 1963, 1964, 1966, 1970 et 1971, les sélections nationales allemandes sont organisées par la HR. À chaque fois, Willy en est le directeur musical et conduit l'orchestre du diffuseur. Il participe à trois autres éditions du Concours Eurovision de la chanson, en 1963, 1964 et 1966. Il y dirige les chansons représentant l'Allemagne.

## Retraite
En 1972, Willy est victime d'une attaque cardiaque. Il est contraint de prendre prématurément sa retraite, abandonnant ses séances d'enregistrement, ainsi que la direction musicale de l'orchestre de la HR. Celle-ci est reprise par Heinz Schönberger.
Sept ans plus tard, en 1979, Willy décède des suites d'un cancer.

## Participations au Concours Eurovision de la chanson
| Année | Pays       | Chanson                                   | Interprète(s)      | Place |
| ----- | ---------- | ----------------------------------------- | ------------------ | ----- |
| 1957  | Belgique   | Straatdeuntje                             | Bobbejaan Schoepen | 08    |
| 1957  | Luxembourg | Amours mortes (tant de peine)             | Danièle Dupré      | 04    |
| 1957  | Suisse     | L'Enfant que j'étais                      | Lys Assia          | 08    |
| 1957  | Allemagne  | Telefon, Telefon                          | Margot Hielscher   | 04    |
| 1963  | Allemagne  | Marcel                                    | Heidi Brühl        | 09    |
| 1964  | Allemagne  | Man gewöhnt sich so schnell an das Schöne | Nora Nova          | 13    |
| 1966  | Allemagne  | Die Zeiger der Uhr                        | Margot Eskens      | 10    |